# Nicolás Arredondo
Nicolás Arredondo Ibáñez (ur. 17 marca 1950, zm. w 1987) – meksykański bokser.
W 1973 został wicemistrzem Ameryki Środkowej i Karaibów w wadze średniej (do 75 kg), przegrywając w finale z Kubańczykiem Alejandro Montoyą przez nokaut. W 1975 zdobył brązowy medal igrzysk panamerykańskich w tej samej wadze. Jego pogromcą w półfinale ponownie okazał się Montoya. W 1976 wystartował na igrzyskach olimpijskich, na których zajął 14. miejsce w tej samej wadze. W pierwszej rundzie zawodów przegrał z Pakistańczykiem Sirajem Dinem. Sędzia przerwał pojedynek (RSC) w trzeciej rundzie walki.